# Aero Ae-45
O Aero 45 foi um avião civil utilitário bimotor produzido na Checoslováquia após a Segunda Guerra Mundial. Este foi o primeiro produto da indústria aeronáutica da nação pós-guerra e provou ser um grande sucesso, com muitos dos 590 produzidos tendo sido exportados.

## Projeto e desenvolvimento

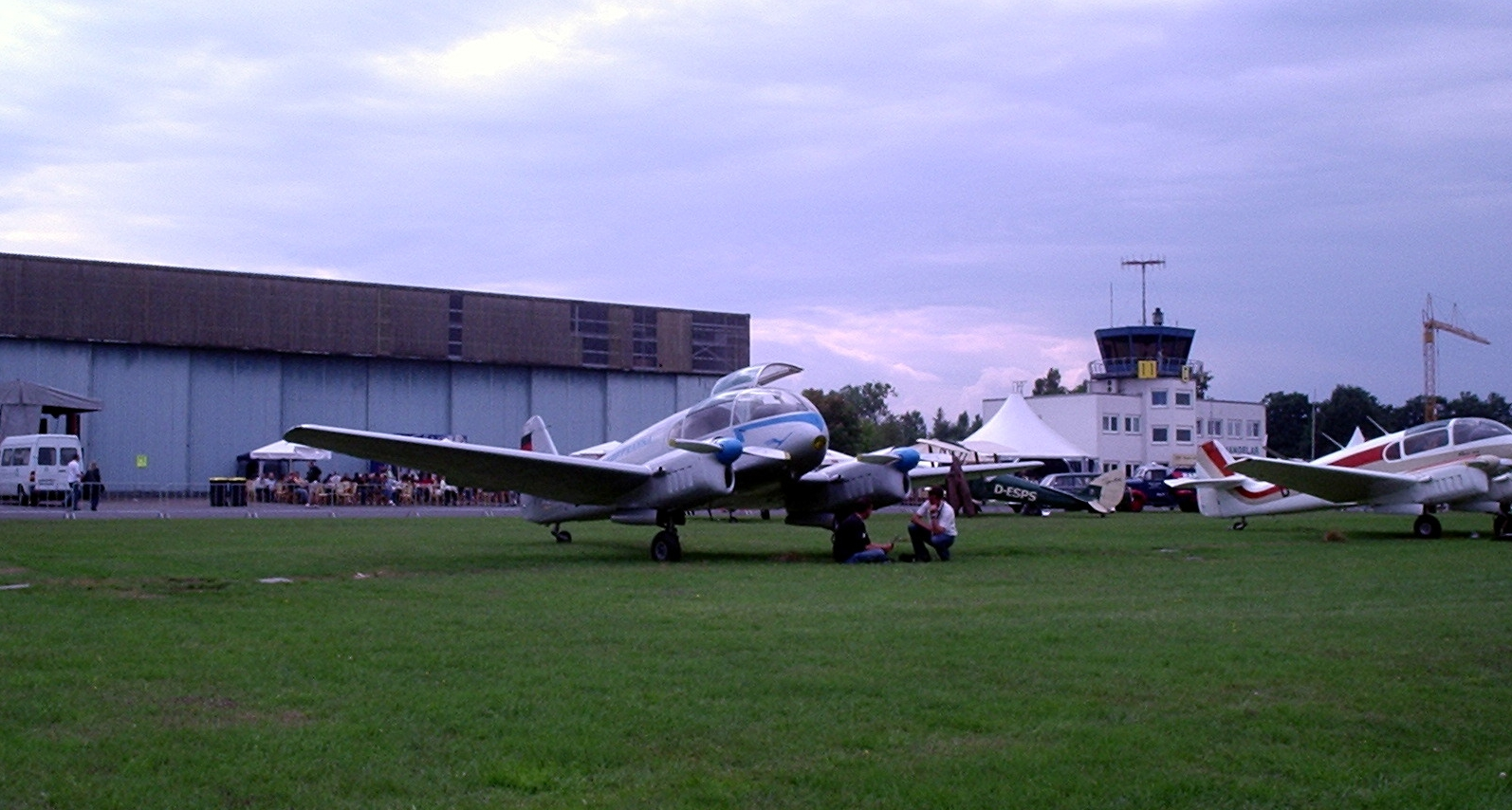
Aero Ae-145 num show aéreo em Hangelar

O desenvolvimento se iniciou em 1946 e foi realizado pelos projetistas técnicos Jiři Bouzek, Ondřej Němec e František Vik. O desenho traz uma superficial lembrança, se visto a partir do nariz, do avião alemão Siebel Si-204, que junto com outras aeronaves alemãs como o Bf 109, foram produzidos na Chechoslováquia durante sua ocupação. O protótipo (matrícula OK-BCA) voou pela primeira vez em 21 de Julho de 1947 e o segundo, matriculado OK-CDA, um ano depois. Os testes de voo foram realizados sem incidentes e foi liberada a produção em série no ano de 1948. O número de modelo "45" não foi uma continuação da numeração que a Aero Vodochody utilizava antes da guerra, mas como uma referência aos 4/5 assentos da aeronave.

## Histórico operacional
Os protótipos do Ae-45 foram amplamente utilizados fora da Checoslováquia. Em Agosto de 1949 Jan Anderle venceu a corrida de Norton Griffiths na Grã-Bretanha (Ae-45 com a matrícula OK-DCL). Eles também atingiram vários recordes internacionais. Como resultado, além dos países do Bloco Soviético, a aeronave foi também vendida para a Itália e Suíça. Em 10-11 de Agosto de 1958, o Dr. Pier Paolo Brielli voou um com um Ae-45 por 3.000 quilômetros da América do Sul para Dakar através do Atlântico Sul. Em 1981 Jon Svensen voou um Ae-45S da Europa para os Estados Unidos.
Este tipo foi utilizado na Checoslováquia e exportado para a China, Alemanha Oriental, França, Hungria, Itália, Polônia, Romênia, União Soviética e Suíça. A Hungria era um grande cliente, onde a aeronave ficou conhecida como Kócsag (em húngaro:  Egretta).

## Variantes

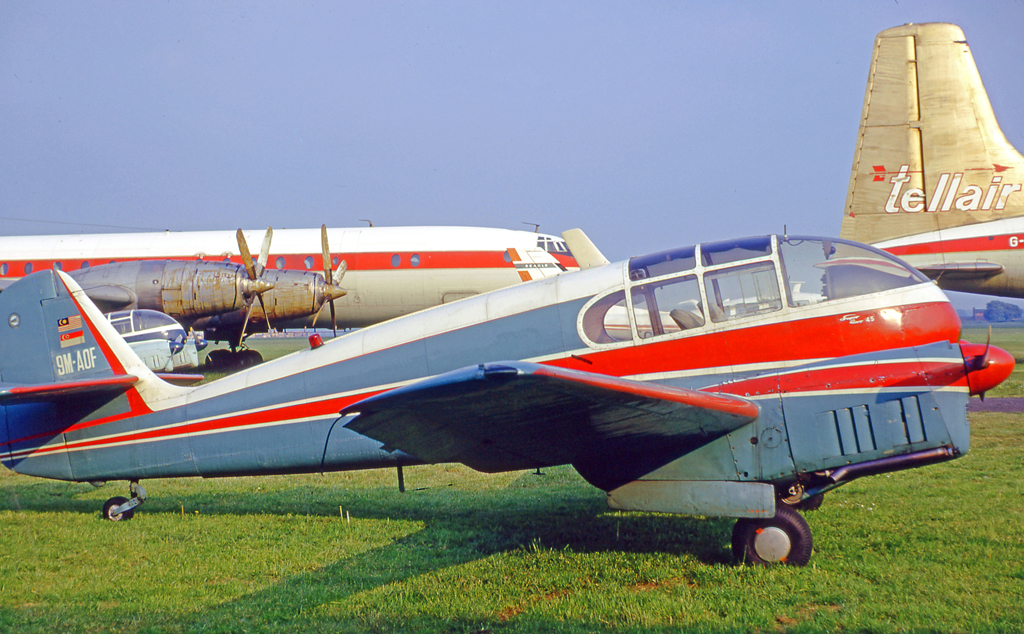
Aero 45S série II produzido em 1957 e registrado na Malásia

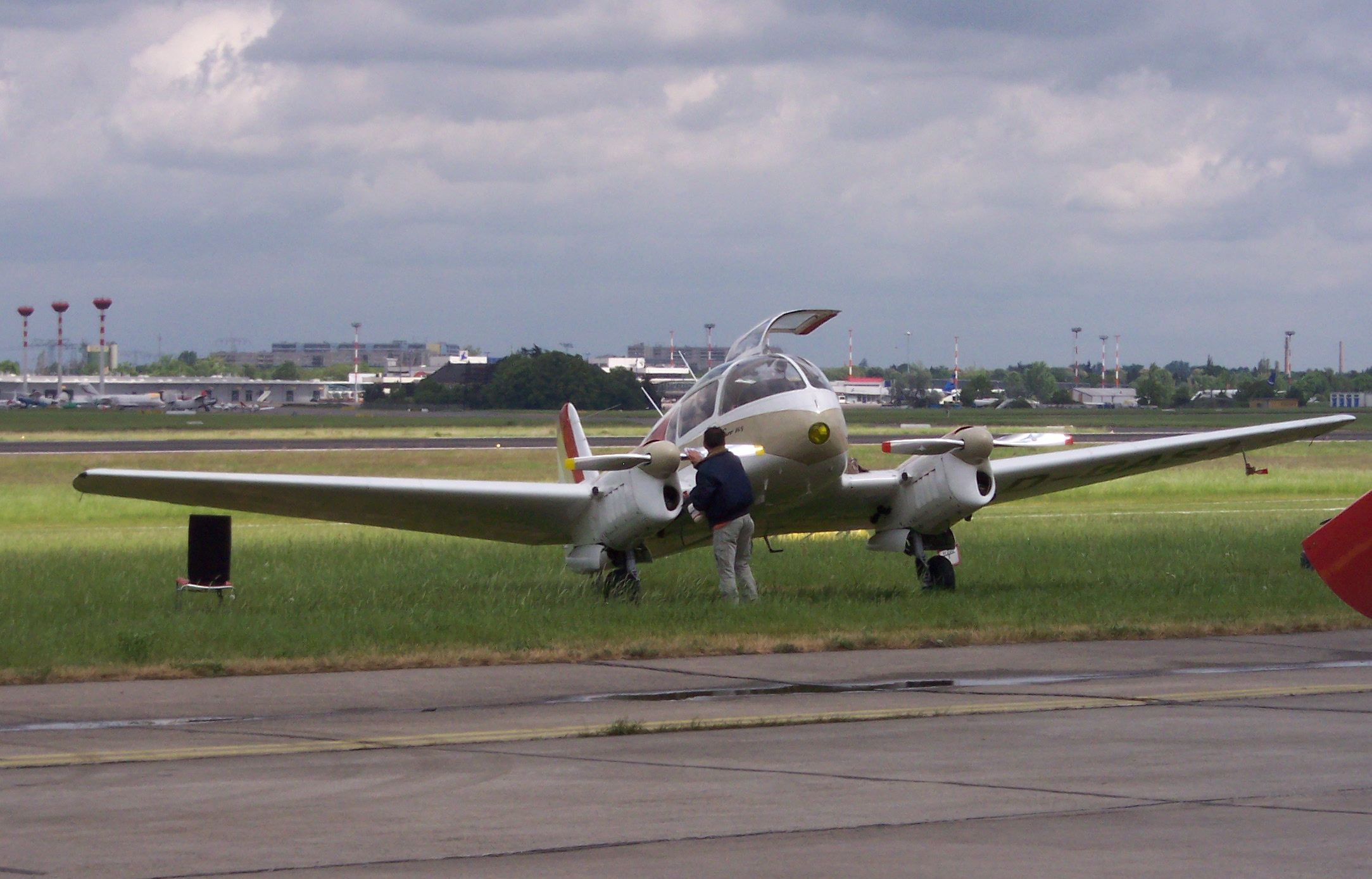
Let Aero Ae 145

Aero 45
Versão inicial de produção construído na fábrica da Aero. 200 aeronaves construídas entre 1948 e 1951.
Aero 45S "Super Aero"
Versão melhorada produzida pela Let em sua fábrica em Kunovice, com melhor equipamento de navegação. 228 aeronaves construídas entre 1954 e 1959.
Aero 145
Versão com motores superalimentados Motorlet (Walter) M332, produzido mais tarde como Avia M332. Esta versão foi desenvolvida e construída pela Let. 162 aeronaves construídas entre 1959 e 1963.
Aero 245
Versão experimental, não produzida.
Aero 345
Versão experimental, não produzida.
Sungari-1
Cópia chinesa não licenciada do Aero Ae 45S, produzido a partir de 1958.

## Operadores

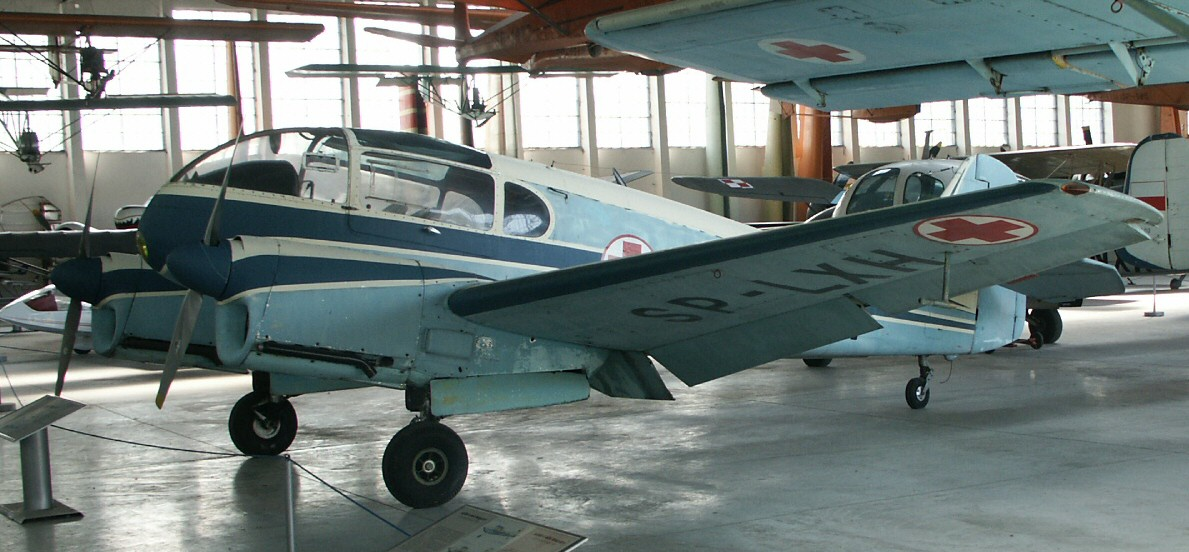
Aero Ae 145 usado na Polônia para atendimento aeromédico no Museu da Aviação Polonesa

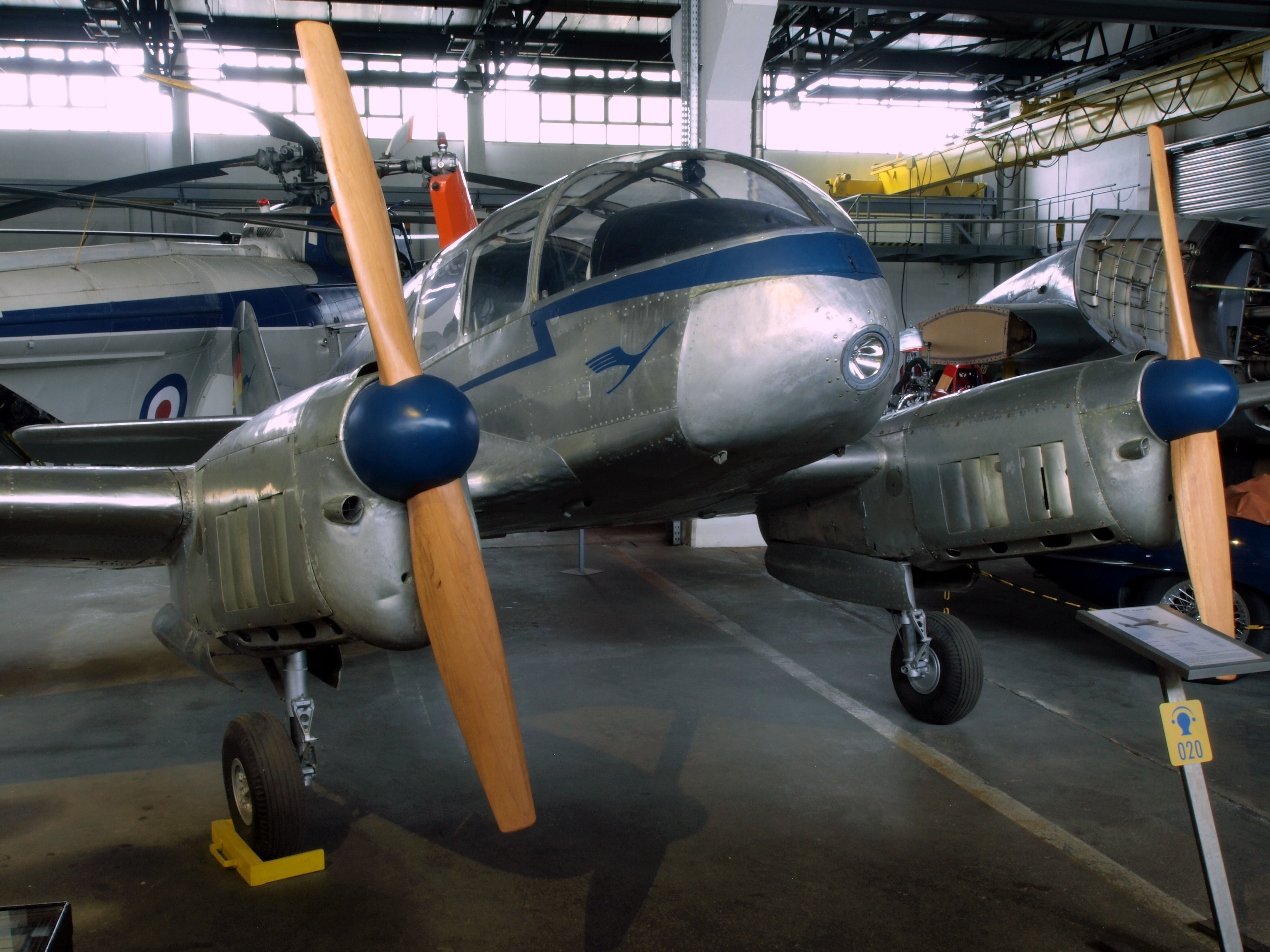
LET Aero 45 da Lufthansa

### Operadores civis
Checoslováquia
 Alemanha Oriental
- Interflug[3]

 Hungria
- Polícia Húngara
- Serviço Aeromédico Húngaro

 Itália
 Malásia
 Polónia
- LOT Polish Airlines operou três Ae-45 entre 1952 e 1957[4]
- Serviço Aeromédico Polonês: operou Ae-45 e Ae-145

 Romania
- Aviasan

 União Soviética
- Aeroflot

 Suíça 
 Eslovênia
- Aeroclub Ajdovščina

 Vietname
- Departamento de Aviação Civil do Vietnã – posteriormente com a Aviação Civil do Vietnã (agora Vietnam Airlines)[5]

### Operadores militares
China
- Força Aérea do Exército de Libertação Popular operou a versão Suingari-1.

 Checoslováquia
- Força Aérea da Checoslováquia operou a aeronave sob a designação K-75.
- Guarda de Segurança Nacional Checa

 Alemanha Oriental
- Força Aérea da Alemanha Oriental

 Hungria
- Força Aérea da Hungria

 Índia
- Força Aérea Indiana operou uma única aeronave doada pelo governo checo

 Romania
- Força Aérea da Roménia

 Vietname
- Força Aérea do Vietnã – três Ae-45 a partir de 1956 (comprados da China)